# دره خدایان
دره خدایان (انگلیسی: Valley of the Gods) یک فیلم درام لهستانی به کارگردانی لخ مایفسکی است که در سال ۲۰۱۹ منتشر شد.

## بازیگران
- جاش هارتنت
- برنیس مارلو
- جان مالکوویچ
- جان ریس-دیویس
- جیمی ری نیومن
- کیر دولِـی
- مونیکا هانسن